# Joseph Abrahamson
Pour les articles homonymes, voir Abrahamson.
Joseph ou Josef Nicolai Benjamin Abrahamson, aussi connu sous le nom de chevalier d'Abrahamson (6 décembre 1789, Copenhague - 6 janvier 1847, Odense) est un officier, enseignant et pédagogue danois. Il est le pionnier danois de l'enseignement mutuel.

## Biographie
Joseph Abrahmson naît le 6 décembre 1789 à Copenhague. Il est le fils de Werner Abrahamson, officier, écrivain, éditeur et traducteur. Joseph effectue une carrière militaire, pendant laquelle il devient colonel et aide de camp de Frédéric IV. Il s'intéresse ensuite à l'enseignement mutuel, et devient le chef de file danois de cette méthode d'enseignement. Grâce à l'appui du roi, il parvient à ce que l'enseignement mutuel soit d'abord utilisé dans une école en 1819, puis 13 en 1821.
Il entretient des relations épistolaires avec de nombreux auteurs, notamment français (il est un fervent francophile). Il est membre de la Towarzystwo Naukowe Krakowskie, et correspondant étranger de la Société des antiquaires de France.

## Œuvres[5]
- (da) Manuel de géographie militaire de la patrie [« Lærebog i Fædrestatens militaire Geographi »], 1813
- (da) Sur la nature et la valeur de l'enseignement mutuel [« Om den indbyrdes underviisnings vaesen og vaerd »], 1821 (lire en ligne)
- (da) Progrès de l'enseignement mutuel en Danemark [« Om den indbyrdes Underviisnings Fremgang i Danmark »], vol. 1 à 7, 1824 - 1825 - 1826 -1827 - 1828 - 1829 -1830
- Conseils pour les exercices de dessin après l'enseignement mutuel [« Veiledning til Tegneøvelser efter den indbyrdes Underviisning »], 1825, 47 p.
- (da) Information documentée à l'occasion d'une déclaration anticritique des rédacteurs de "Maanedskrift for Litteratur" [« Documenterede Oplysninger i Anledning af an antikritisk Erklæring fra Redactionen af “Maanedskrift for Litteratur” ... mod den hidindtilværende Bestyrelse af det Kongelige nordiske Oldskrift-Selskab »], 1831, 31 p. (lire en ligne)